# Jandaia do Sul
Jandaia do Sul es un municipio brasilero del estado del Paraná.

## Historia
Municipio creado por la compañía de tierras norte del Paraná, Jandaia do Sul fue una de las últimas realizaciones de la organización imobiliaria. El Patrimonio abierto en 1942, se tornó desde luego un centro de convergencias de agricultores procedentes de todas las regiones del País atraídos por las bellas perspectivas ofrecidas por el suelo fértil y por el cultivo del café. Creado a través de la Ley Estatal n° 790, del 14 de noviembre de 1951, fue instalado oficialmente en 14 de diciembre de 1952, siendo separado de Apucarana. Jandaia do Sul fue y continúa siendo un importante centro regional, principalmente para la región del Valle del Ivaí. El nombre jandaia, viene de un pájaro existente en la región.

## Geografía
Situada en el Valle del Ivaí a 390 km de la capital, es conocida como "la ciudad simpatía".
Su población estimada en 2004 era de 20.241 habitantes.
Su área es de 188 km² representando 0.0941% del estado, 0.0333% de la región y 0.0222% de todo el territorio nacional.
El municipio está localizado sobre el principal tronco ferroviario del Norte del Paraná, que une a Curitiba y el Puerto de Paranaguá; a São Paulo y el Puerto de Santos; y al sur del Brasil. 
Su territorio es marcado por relieve fuertemente ondulado, con terrenos más planos en su porción norte hasta el límite sur de la sede municipal, bien como a lo largo de los valles del Río Guaporé, Arroyo Humaitá, Arroyo Cambará, Río Camutama, Río Jequitibá, Arroyo Ariri y Arroyo Marumbi, que contienen terrenos más favorables a la producción agrícola.

### Hidrografía
Posee una hidrografía bastante variada. Siendo los principales ríos y ríos: Río Guaporé, Arroyo Humaitá, Arroyo Cambará, Río Camutama, Río Jequitibá, Arroyo Ariri y Arroyo Marumbi.

## Carreteras
- BR-376
- BR-369